# Il tesoro dell'antica regina
Il tesoro dell'antica regina (Always the Woman) è un film muto del 1922 diretto da Arthur Rosson.

## Trama

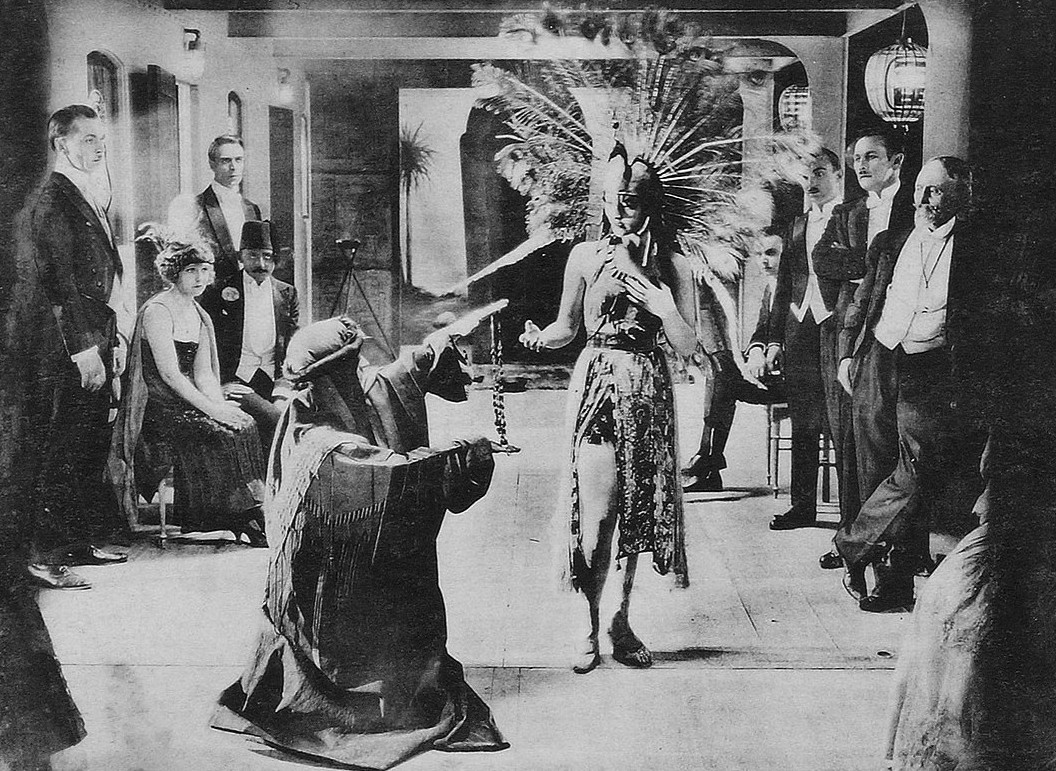

Su un battello in navigazione per il Cairo, tra i passeggeri ci sono Reginald Stanhope, ricco playboy; la ballerina Celia Thaxter; il suo manager Gregory Gallup; Herbert Boone, uno dedito alle droghe; Adele, sua moglie; il principe arabo Kelim Pasha e Mahmud, un asceta egiziano. Quest'ultimo racconta che Celia e Boone sono la reincarnazione di due amanti vissuti nell'antico Egitto, uccisi a causa del loro amore. Quando il gruppo scende a terra, si prepara ad attraversare il deserto alla ricerca del tesoro leggendario della regina di cui Celia è la reincarnazione. Kelim Pasha rivela adesso i suoi veri piani, che sono quelli di possedere Celia e di impossessarsi del tesoro perduto. Stanhope confessa, prima di morire, di non essere altri che un agente al soldo di Kelim. Boone, liberatosi dalla dipendenza alle droghe, prende le difese di Celia mentre sua moglie Adele, quando arrivano alla tomba della regina, segue Kalim, che resta ucciso nella caduta in un pozzo dopo la rivelazione di Mahmud, che ammette che, nella tomba, non è mai esistito nessun tesoro nascosto.

## Produzione
Il film fu prodotto dalla Betty Compson Productions.

## Distribuzione
Il copyright del film, richiesto dalla Betty Compson Productions, fu registrato il 22 luglio 1922 con il numero LP18333. Distribuito dalla Goldwyn Distributing Corporation, il film uscì nelle sale cinematografiche USA il 9 luglio 1922.

### Censura
Nella versione distribuita in Italia la censura italiana eliminò nel primo rullo la didascalia "È piombato con l'anima stanca nella morsa degli stupefacenti", e nel quinto rullo la scena del suicidio della moglie di Kalem, per un metraggio totale di 1351 metri di fronte ai 1664 originali. Il film venne inoltre vietato ai minori di 15 anni.